# Comuna Glostrup
Glostrup (Glostrup Kommune) este o comună din regiunea Hovedstaden, Danemarca, cu o suprafață totală de 13,28 km² și o populație de 21.384 de locuitori (2011).